# رولف ستورسن
رولف ستورسن (انگلیسی: Rolf Storsveen؛ زادهٔ ۲۲ آوریل ۱۹۵۹) ورزشکار دوگانه اهل نروژ است.